# Lago Wägitalersee
O Lago Wägitalersee é um lago artificial localizado no vale de Wägital, no cantão de Schwyz, na Suíça. Este lago é cercado por varias montanhas, a saber: a Montanha Gross Aubrig, a Montanha Fluebrig, a Montanha Zindlenspitz, a Montanha Brünnelistock e a Montanha Bockmattli. O reservatório está localizado principalmente no município de Innerthal.